# Christopher Loeak
Christopher Jorebon Loeak  (/ˈlɔɪˌæk/ Ailinglaplap, 11 de novembro de 1952) é um político marshallês que foi presidente das Ilhas Marshall de 2012 a 2016. Ele foi eleito pelo parlamento como presidente em janeiro de 2012, após as eleições gerais de 2011.

## Vida pessoal
Loeak nasceu no Atol Ailinglaplap em 11 de novembro de 1952. Loeak é falante nativo de marshallês e também fala inglês. Ele é casado com Anono Lieom Loeak e tem três filhos e oito netos.

## Carreira
Loeak entrou na política em 1985, quando representou o Ailinglaplap Atoll. Ele serviu no gabinete do presidente Amata Kabua como Ministro da Justiça de 1988 a 1992. Tornou-se Ministro dos Serviços Sociais em 1992 e ocupou esse cargo até 1996, quando Kunio Lemari tornou-se presidente interino após a morte de Kabua e Loeak tornou-se Ministro da Educação. Ele ocupou a pasta de educação por dois anos. Kabua o nomeou Ministro da Cadeia de Ilhas Ralik em 1998, mantendo esse cargo por um ano e também assumindo uma pasta adicional como Ministro de Assistência ao Presidente em 1999.
Durante esse tempo, Loeak participou ativamente de muitos comitês. Ele também foi membro da Segunda e Terceira Convenções Constitucionais, atuando como vice-presidente desta última, e presidiu a Comissão de Declaração de Direitos. Loeak fez parte da equipe que negociou a extensão do arrendamento dos Estados Unidos para um local de testes de defesa contra mísseis balísticos após um impasse de oito anos nas negociações. O governo das Ilhas Marshall concordou em aceitar o pagamento de US$ 32 milhões em troca da extensão do arrendamento do local.
Loeak foi reeleito em 2007 e ocupa a sede de Ailinglaplap desde então. Ele reentrou no gabinete em 2008 como Ministro de Assistência ao Presidente Litokwa Tomeing.

### Presidente

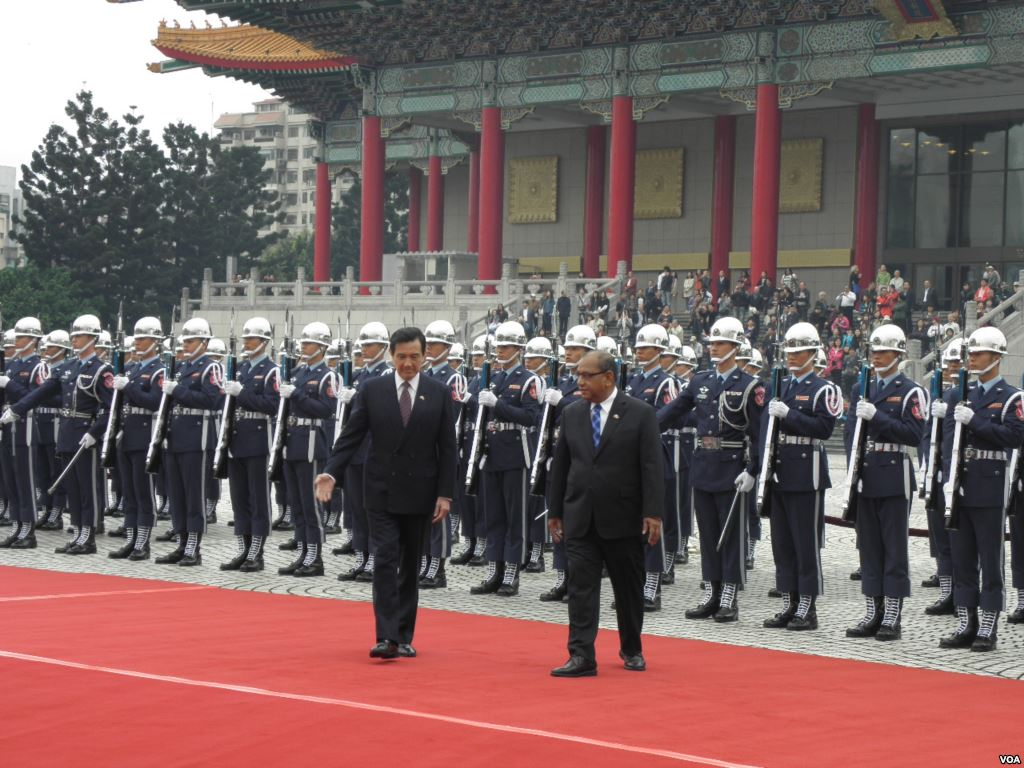
Presidente Christopher Loeak visitando o Presidente Ma Ying-jeou no Chiang Kai-shek Memorial Hall

Loeak tornou-se presidente das Ilhas Marshall em janeiro de 2012, quando o Nitijela o elegeu para esse cargo. Loeak foi eleito quando o ex-presidente Kessai Note se recusou a eleger o candidato escolhido por Aelon Kein Ad, Tony Debrum, que havia vencido as primárias. Loeak foi assim escolhido como segunda opção para manter a maioria. Loeak derrotou Jurelang Zedkaia por 21 votos a 11. Zedkaia concordou em cooperar com a nova administração e esperava-se que Loeak nomeasse seu gabinete e tomasse posse dentro de uma semana.

Em 26 de setembro de 2013, Christoper Loeak fez um discurso na 68ª Sessão da Assembleia Geral das Nações Unidas e disse:
Os esforços globais sobre a mudança climática estão ficando aquém - e nações insulares de baixa altitude, como a minha, já estão pagando os primeiros custos do que está se tornando rapidamente uma crise global. Em todos os sentidos, o mundo deve se preparar para os riscos futuros e, muitas vezes, ainda estamos definindo o curso para as condições atuais. São os mares que estão subindo - não as ilhas que estão afundando. Não concederei minha própria terra ou minha nação; mas também não descansarei até que meus companheiros líderes mundiais tenham concordado em agir, não apenas por conveniência econômica, mas por uma responsabilidade comum de todos de lutar por um impulso ascendente.

### Depois da presidência
Loeak foi nomeado Ministro de Assistência ao Presidente pelo Presidente David Kabua em janeiro de 2020.